# Masirana kinoshitai
Espèce
Synonymes
- Leptoneta kinoshitai Irie, 2000

Masirana kinoshitai est une espèce d'araignées aranéomorphes de la famille des Leptonetidae.

## Distribution
Cette espèce est endémique de Kyūshū au Japon. Elle se rencontre à Itsuki et à Yatsushiro dans la préfecture de Kumamoto.

## Description
Le mâle holotype mesure 1,90 mm et la femelle paratype 2,06 mm.

## Étymologie
Cette espèce est nommée en l'honneur de Nobuhiro Kinoshita.

## Publication originale
- Irie, 2000 : Two new species of the genus Leptoneta (Araneae: Leptonetidae) from Kumamoto Prefecture, Kyushu, Japan. Acta Arachnologica, vol. 49, no 2, p. 209-214 (texte original).